# Wasylówka
Wasylówka (ukr. Василівка, Wasyliwka) – miasto w południowo-wschodniej części Ukrainy pod okupacją rosyjską, w obwodzie zaporoskim, siedziba władz rejonu wasylowskiego.
Leży na brzegu Zbiornika Kachowskiego.

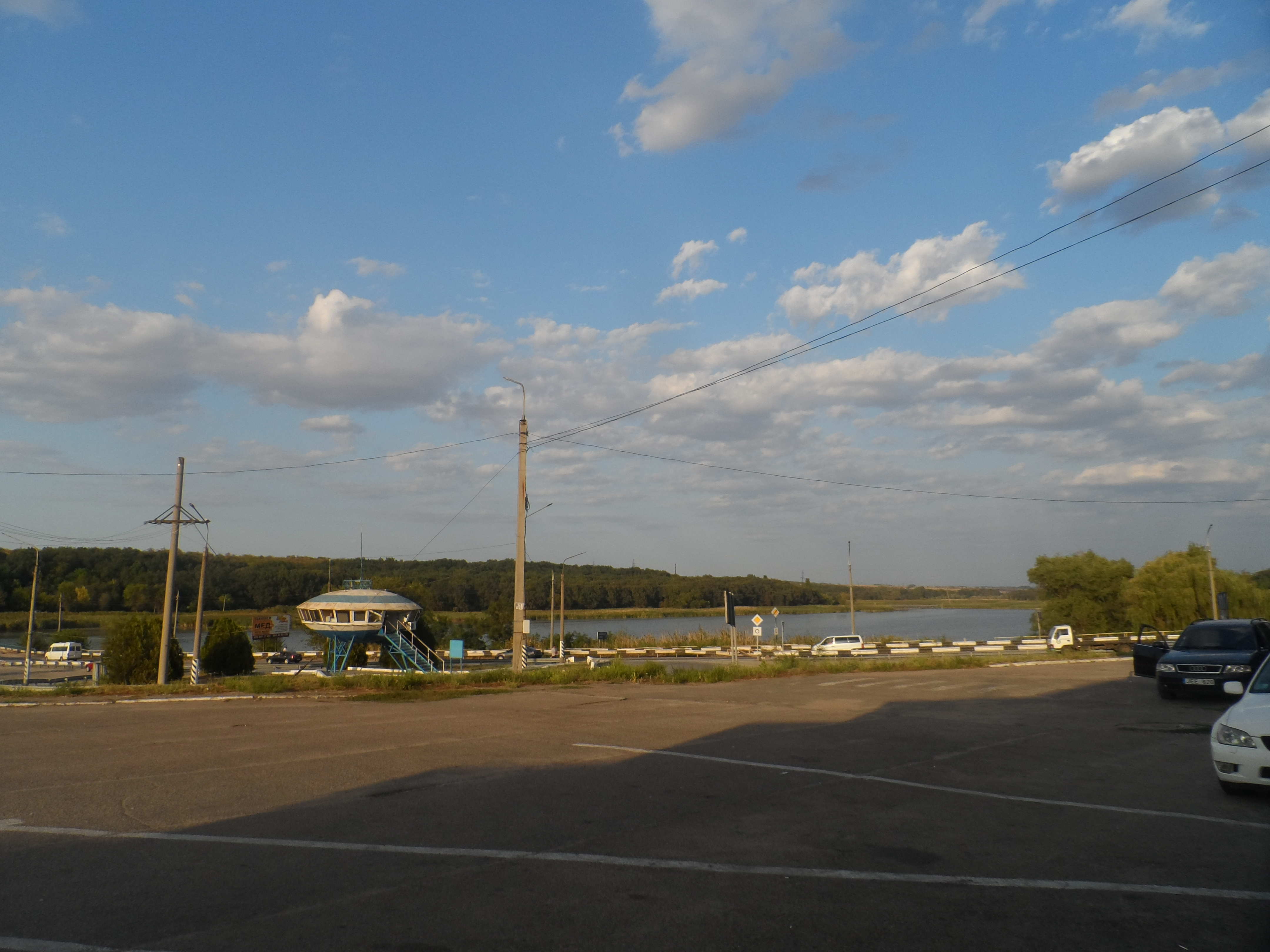

## Historia
Miejscowość założona w 1784 r. w guberni taurydzkiej.
Status osiedla typu miejskiego posiada od 1957.
W 1989 r.liczyło 16 325 mieszkańców.
W 2013 r.liczyło 13 996 mieszkańców.

## Zabytki
- Pałac Popowa